# Arthromyces
Arthromyces es un género de hongos en la familia Lyophyllaceae. El género contiene dos especies propias de América Central.